# 반계초등학교
반계초등학교는 대한민국 강원특별자치도 원주시에 있는 공립 초등학교다.
.

## 학교 연혁
- 1966.04.20 반계국민학교 개교
- 1995.07.18 농촌형 급식학교 지정
- 1996.03.01 반계초등학교로 개칭
- 1999.08.31 대둔분교장 통폐합
- 2002.03.19 병설유치원 개원
- 2005.10.12 한울 디지털 도서관 개관
- 2014.09.01 제20대 이재익 교장 부임
- 2015.02.12 제49회 졸업식(총 1,391명)